# Среднеполесские говоры
Среднеполе́сские говоры — говоры северного наречия украинского языка.

## Распространение
Распространены на севере Киевской, Житомирской и Ровненской областей. Отделяется от волынских говоров условной линией, проходящей севернее Ровно, Новограда-Волынского, по верховьям реки Уборти — севернее Житомира — по правому берегу реки Ирши — на севере от Киева до слияния р. Остра с Десной на левобережье Днепра. Западная граница, разделяющая Волынское (западное) и среднее Полесье, проходит по левобережью Горыни, отступая от реки к морю и вдоль Горыни поднимается в Припять. Восточной границей служит Днепр. Северная окраина среднеполесских говоров и простирается вдоль белорусско-украинской границы, постепенно переходя в белорусские говоры, образуя подобие диалектного континуума.

## Фонологические особенности
Фонологическое разнообразие среднеполесских говоров, в отличие от южных диалектов, касается главным образом вокализма, который имеет преимущественно семичленную структуру:

## Фонетические особенности
Среднеполесским говорам свойственны такие фонетические особенности: последовательная нейтрализация в безударной позиции противопоставлений ě, є — е: с’êньи — сене́й, ос’êньн’и — о́сени; ä (из ę), e — э: с’йáто — светы; се́ла — село́; ô (из ō) — ō (из о и ъ): сôк — сóк’и, сом’и — сом; переход а в е после й: йа́ловка — йеловчу́к 'подросший телёнок'.

## Морфологические особенности
Морфологические особенности среднеполесских говоров: в родительном и предложном падежах единственного числа и в именительном падеже множественного числа существительных I склонения мягкой и смешанной групп под ударением выступают континуанты ѣ-окончания (бага́то головн’ê, поломáл’иса тройн’ê), а в безударной позиции рефлекс -и (нема́ дóл’и, вôн на пóл’и, ме́жьи). Та же закономерность и в именительном падеже множественного числа существительных мужского рода II склонения мягкой и смешанной групп: драгл’ê 'студень ", драбцê 'лестница ', ковал’ê 'кузнецы '- оплéн’и' часть повозки ', дрéгл’и, хло́пциы.
К изоморфам, разграничивающим северные и южные говоры, принадлежат стяжённые формы прилагательных мужского рода: дóбр’и, син’и; формы 2-го лица единственного числа глаголов повелительного наклонения без -й: б’и 'бей'; архаичные формы превосходной степени прилагательных: с’ил 'н’êйшьи; отсутствие окончания -ови, -еви у существительных мужского рода II склонения; отсутствие приставного н- в местоимениях 3-го лица (до його́, в йейê).
Диалектная лексика формирует островные ареалы, членящие среднеполесские говоры на несколько ареалов: верхнеславечанский: марму́л «нарост на дереве, на теле», на́мозкол «древесная заболонь»; среднеушанский: су́меж «слияние рек», о́корок «комель древесного ствола»; верхнеушанский: гру́шина «крушина», череда́ «грибница»; группу говоров у слияния рек Уши, Норин и Жерев: кул’бáка «нарост на дереве», гнилу́ша «трясина»; жеревский: шалгу́н «плетеная корзина», су́ноздка "поперечная планка бороны, " среднеубортский: брыку́н «головастик», бамбул’áка «нарост на дереве»; иршанский: чва́ковина «топь», лутиц’а «сосна, богатая смолой» и др. Эта лексика чаще известна на небольшой территории.